# 1934 na televisão

## Nascimentos
| Data           | Nome                    | Profissão                                              | Nacionalidade           | Observações | Ref    |
| -------------- | ----------------------- | ------------------------------------------------------ | ----------------------- | ----------- | ------ |
| 4 de janeiro   | Elias Gleizer           | ator                                                   | Brasil                  | m. 2015     | [ 1 ]  |
| 11 de janeiro  | Augusto César Vannucci  | ator, diretor e produtor                               | Brasil                  | m. 1992     | [ 2 ]  |
| 18 de janeiro  | Zacarias                | ator, comediante, humorista e locutor de rádio         | Brasil                  | m. 1990     | [ 3 ]  |
| 22 de janeiro  | Bill Bixby              | ator, diretor, produtor executivo e apresentador de tv | Estados Unidos          | m. 1993     | [ 4 ]  |
| 2 de fevereiro | Luis Gustavo            | ator                                                   | Brasil · Suécia (nasc.) | m. 2021     | [ 5 ]  |
| 4 de março     | Barbara McNair          | atriz e cantora                                        | Estados Unidos          | m. 2007     | [ 6 ]  |
| 31 de março    | Richard Chamberlain     | ator                                                   | Estados Unidos          | m. 2025     | [ 7 ]  |
| 7 de abril     | Ian Richardson          | ator                                                   | Reino Unido             | m. 2007     | [ 8 ]  |
| 3 de maio      | Mário Vilela            | ator e dublador                                        | Brasil                  | m. 2005     | [ 9 ]  |
| 17 de maio     | Paulo Afonso Grisolli   | jornalista, autor e diretor de teatro e televisão      | Brasil                  | m. 2004     | [ 10 ] |
| 15 de junho    | Rubén Aguirre           | ator                                                   | México                  | m. 2016     | [ 11 ] |
| 13 de julho    | Sílvio Luiz             | locutor esportivo                                      | Brasil                  | m. 2024     | [ 12 ] |
| 19 de julho    | Darlene Conley          | atriz                                                  | Estados Unidos          | m. 2007     | [ 13 ] |
| 20 de julho    | Adriano Reys            | ator                                                   | Brasil                  | m. 2011     | [ 14 ] |
| 6 de agosto    | Gianfrancesco Guarnieri | ator, diretor, dramaturgo e poeta                      | Brasil · Itália (nasc.) | m. 2006     | [ 15 ] |
| 13 de outubro  | Héctor Gómez            | ator                                                   | México                  | m. 2009     | [ 16 ] |
| 15 de outubro  | Flávio Migliaccio       | ator                                                   | Brasil                  | m. 2020     | [ 17 ] |
| 19 de outubro  | Glória Menezes          | atriz                                                  | Brasil                  |             |        |
| 15 de novembro | Ilva Niño               | atriz                                                  | Brasil                  | m. 2024     | [ 18 ] |
| 28 de dezembro | Maggie Smith            | atriz                                                  | Reino Unido             | m. 2024     | [ 19 ] |
| 29 de dezembro | Ed Flanders             | ator                                                   | Estados Unidos          | m. 1995     | [ 20 ] |

## Mortes
| Data | Nome | Profissão | Nacionalidade | Observações | Ref |
| ---- | ---- | --------- | ------------- | ----------- | --- |